# Китайгородский проезд
Китайгоро́дский прое́зд — одна из центральных московских улиц в Китай-городе между Славянской площадью и Москворецкой набережной. Здесь находятся Министерство культуры и массовых коммуникаций РФ, Министерство промышленности и торговли Российской Федерации и Военная академия РВСН имени Петра Великого.

## Происхождение названия
Данная форма названия принята в 1993 году. До этого назывался Китайский проезд (название впервые зафиксировано в 1795 году). Ранее это название охватывало проезд от Лубянской площади до Москворецкой набережной, но затем часть его вошла в состав Старой и Новой площадей. В названии сохранена память о Китай-городе.

## Описание
Китайгородский проезд в настоящее время начинается от Славянской площади и спускается на юг к Москве-реке, где выходит на Москворецкую набережную.
Проходившая вдоль проезда Китайгородская стена существенно пострадала в ходе разрушения Зарядья, но была отреставрирована перед возведением гостиницы «Россия» в 1968—1973 гг..
Здания и сооружения по нечётной стороне:
- № 5 — Деловой двор у Варварских ворот (1912—1913, архитектор И. С. Кузнецов)[2].
- № 7 — Поликлиника имени Ф. Э. Дзержинского Наркомтяжпрома СССР (1935—1936, архитектор Д. Н. Чечулин, в основе — склады Делового двора, 1912, архитектор И. С. Кузнецов)[2][3], ныне — Федеральная служба по тарифам РФ, Министерство промышленности и торговли Российской Федерации (Минпромторг России), Исполнительный комитет электроэнергетического совета СНГ. Трёхэтажное постконструктивисткое здание венчают пять рельефов, посвящённых триумфу советской медицины, здоровому образу жизни[4] (скульпторы — Г. И. Кепинов, А. А. Мануйлов, И. Ф. Рахманов, В. И. Струковский, О. М. Мануйлова, С. О. Махтин)[5].
- № 7, строение 2 — Министерство культуры и массовых коммуникаций РФ (Минкультуры России); Российское государственное театральное агентство; Международный культурный центр; Федеральная служба по надзору в сфере связи, информационных технологий и массовых коммуникаций (Роскомнадзор), Управление по Центральному федеральному округу; Российский государственный академический камерный Вивальди-Оркестр под управлением Светланы Безродной.
- № 9/5 — Военная академия ракетных войск стратегического назначения имени Петра Великого. На территории установлен мемориал Воинам-дзержинцам, павшим на фронтах Великой Отечественной войны, с высеченными именами погибших (1978, скульптор Л. Л. Берлин, архитектор Б. С. Маркус)[6].

## В литературе
- Роман «Китайский проезд» Эдуарда Тополя.